# Isabel Weicken

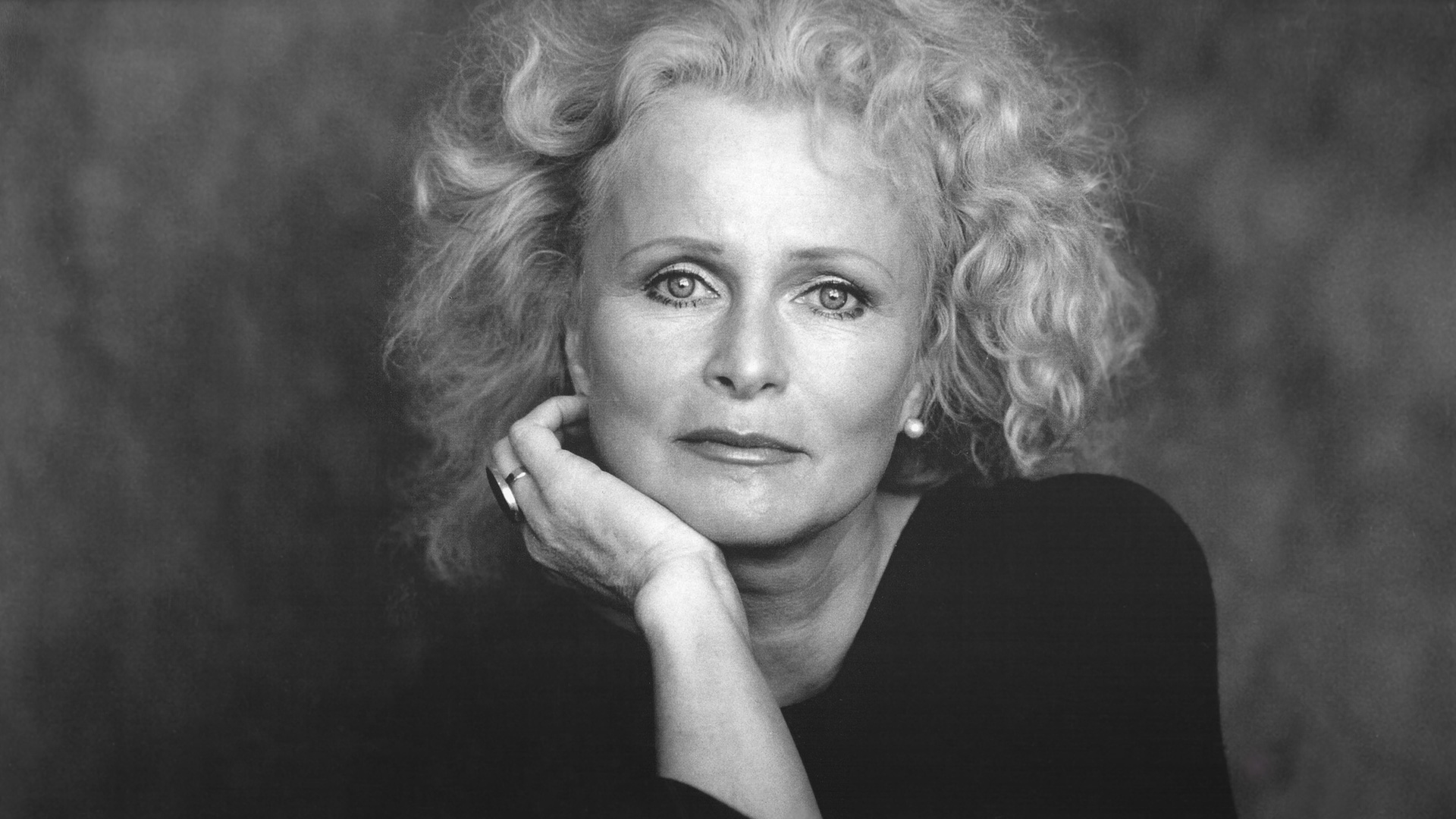
Isabel Weicken, 1999

Isabel Weicken (* 29. Dezember 1950 in Detmold, Nordrhein-Westfalen) ist eine deutsche Schauspielerin, Sängerin und Musicaldarstellerin.

## Leben

### Herkunft und Ausbildung
Isabel Weicken entstammt mütterlicherseits einer alten spanischen Adelsfamilie. Sie machte zunächst eine Ausbildung zur Kunsterzieherin. Anschließend absolvierte sie ihre Schauspielausbildung an der Folkwang Hochschule in Essen (Schauspiel, Pantomime, Tanz und Gesang). Ihre ersten Auftritte als Schauspielerin hatte sie, noch während ihrer Ausbildung, in Bad Gandersheim (1970), wo sie auch debütierte, und in Wunsiedel (1971–1972).

### Anfänge und erste Musicals
Ihr erstes Festengagement war 1972–1973 am Stadttheater Heidelberg, wo sie nach Abschluss ihrer Ausbildung einen Zweijahresvertrag erhielt. Von 1973 bis 1976 war dann sie festes Ensemblemitglied am Stadttheater Bremen. Als Bühnenschauspielerin begann Weicken mit Werken der klassischen Theaterliteratur. Sie trat in Shakespeare-Stücken (Viola in Was ihr wollt, Desdemona in Othello) auf, übernahm verschiedene Rollen in Werken der Jahrhundertwende und der Moderne (Tschechow, Brecht), spielte aber auch in Lustspielen und Boulevardkomödien. Ihre erste Musicalrolle verkörperte sie am Stadttheater Heidelberg in Sonntags nie (nach dem Film mit Melina Mercouri; Regie: Andrea Breth). 1975 spielte sie ebenfalls noch während ihres Heidelberger Engagement im Brecht/Dessau-Musiktheaterstück Die Verurteilung des Lukullus.
Im Jahre 1975 übersiedelte sie nach Österreich, wo sie Wien als ihren festen Wohnsitz nahm. Dort hatte sie erste Engagements im Theater an der Wien (1975, im Musical Billy von John Barry und Don Black), im Cabaret Simpl und am Volkstheater Wien (ab 1976). 1979 übernahm sie im Theater an der Wien die Rolle die Hauptrolle der Velma Kelly in dem Musical Chicago (Regie: Helmuth Baumann). 1980 stand sie in diesem Musical als Velma gemeinsam mit Rainhard Fendrich im Theater an der Wien auf der Bühne.

### Musicaldarstellerin
Ihren endgültigen Durchbruch als Musicaldarstellerin im deutschsprachigen Raum hatte sie 1981 mit der Titelrolle in der deutschsprachigen Erstaufführung des Musicals Evita. Die Premiere fand im Januar 1981 im Theater an der Wien statt; ihre Partner waren Reinhard Glemnitz (als Juan Perón), Alexander Goebel (als Che) und Lilo Raab (als Perons Geliebte). Weicken sang, „stimmlich mit profunder Tiefe und markanten Höhenschärfen“, die der Rolle entsprachen, die „anspruchsvolle Partie mit Charme und kühler Brillanz“; in den Krankheits- und Sterbeszenen verstand sie, „menschlich wahrhaft zu rühren“ und bot „in Spiel und rückhaltlosem Einsatz ihrer Person“ eine „bewundernswerte“ Gesamtleistung. Als erste deutschsprachige Evita gastierte sie mit dieser Rolle auch in Berlin (ab Oktober 1982, im Theater des Westens) und München (am Deutschen Theater); in Berlin, wo sie in der Titelpartie mit Daniela Ziegler alternierte, brachte sie ihre Rolle „mit zielstrebiger Energie über die Rampe.“
Im weiteren Verlauf ihrer Karriere übernahm Weicken immer wieder Musical-Rollen. Ab Januar 1991 spielte sie im Berliner Theater des Westens in dem Musical Grand Hotel, u. a. mit Leslie Caron als Partnerin, die Rolle der lesbischen Begleiterin der alternden Ballerina Eliszaweta Gruschinskaja. Ab Mitte der 1990er Jahre hatte sie mehrere Jahre einen Gastvertrag als Erzherzogin Sophie in der Wiederaufnahme des Musicals Elisabeth im Theater an der Wien (Regie: Harry Kupfer); sie alternierte in dieser Rolle mit Else Ludwig. 1998 übernahm sie im Theater an der Wien die Rolle der „Mama Morton“ im Musical Chicago. Mit dieser Rolle gastierte sie anschließend auch in Berlin (1999), München (2000), Basel (2000) und Düsseldorf (2001). 2003 war sie am Stadttheater Baden als Gast für die Rolle der Herzogin Maria von Dene in dem Musical Me and My Girl engagiert. 2004 trat sie in der Wiener Kammeroper als Joanne in dem Musical Company von Stephen Sondheim auf; ihre Partner waren u. a. Carin Filipčić und Sergio-Maurice Vaglio.

### Theaterrollen
Von 1984 (nach anderen Quellen: 1983) bis 2005 war Weicken fixes Ensemblemitglied des Wiener Volkstheaters, wo sie sich, parallel zu ihrer Karriere als Musicaldarstellerin, wieder verstärkt dem Sprechtheater zuwandte und in zahlreichen klassischen und modernen Rollen auftrat, u. a. als „Kameliendame“ (Alexandre Dumas), als Jenny (in Brecht/Weills Die Dreigroschenoper), in der Fallada-Revue Kleiner Mann – was nun? und 1994 als Kate in der österreichischen Erstaufführung des Theaterstücks Lughnasa – Zeit des Tanzes von Brian Friel. 2001 spielte Isabel Weicken am Wiener Volkstheater u. a. in der Uraufführung des Einpersonenstücks Mango (Text: Elisabeth Wäger). 2003 war sie die Marquise de Merteuil in dem Zweipersonenstück Quartett von Heiner Müller, eine Produktion im Rahmen der Wiener Festwochen. Weitere wichtige Rollen am Wiener Volkstheater hatte sie in Ariane Mnouchkines Stück Mephisto nach dem Roman von Klaus Mann (Premiere: Oktober 2004, als „exzentrische, international bereits arrivierte Diva“ Carola Martin), in Happy End (Premiere: Januar 2005, als „Die Dame in Grau“) und in der Uraufführung von Gustav Ernsts Auftragswerk Lysistrate (Premiere: Mai 2005).

### Engagements ab 2005

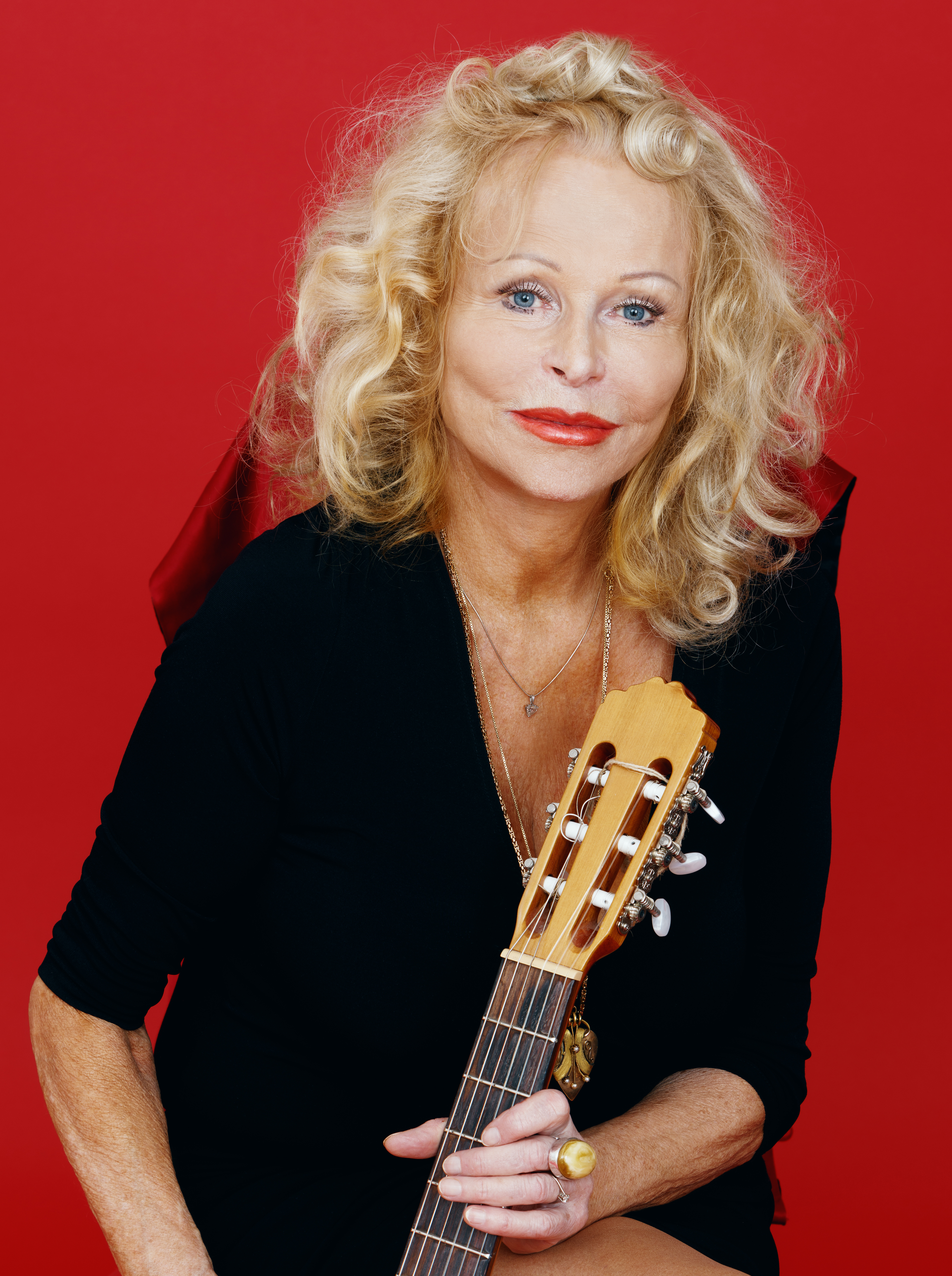
Isabel Weicken, 2022

In der Spielzeit 2005/06 spielte sie an der Volksoper Wien die Rolle der Jacqueline in dem Musical La Cage aux Folles. Diese Rolle übernahm sie auch in der Wiederaufnahme in der Spielzeit 2006/07. Von 2006 bis 2008 sang und spielte sie an der Volksoper Wien die Rolle der „Öffentlichen Meinung“ in der Operette Orpheus in der Unterwelt von Jacques Offenbach. In der Saison 2008/09 war sie an der Wiener Volksoper dann die Wilhelmine Kuhbrot, gen. „Wimpel“, in der Künneke-Operette Der Vetter aus Dingsda . Im Sommer 2009 spielte sie bei den Seefestspielen Mörbisch die Rolle der Haushälterin Mrs. Pearce im Musical My Fair Lady (Regie: Helmuth Lohner). Von Juni bis September 2013, und erneut von Oktober bis Dezember 2014, spielte Weicken an der Wiener Volksoper die Frau Pusebach in der Operette Frau Luna. 2014–2015 trat sie an den Wiener Kammerspielen in der Revue Schön, schön schön (Regie: Franz Wittenbrink) in einer der Hauptrollen auf.
Weicken trat als Gast auch bei zahlreichen Sommerfestspielen in Österreich auf. Außerdem ging sie gemeinsam mit Michael Heltau mit dem Stück Der Leibgardist von Franz Molnar auf eine mehrmonatige Theatertournee durch Deutschland und der Schweiz. Weiters trat sie mit selbst geschriebenen Soloprogrammen und eigenen Liederabenden auf.

### Fernsehauftritte
Im Fernsehen war Isabel Weicken 1984 in der ORF-Produktion Ein idealer Gatte (nach Oscar Wilde) an der Seite von Klaus Wildbolz, Michael Heltau und Andrea Jonasson (Regie: Hans Jaray) zu sehen. sehen. Weiters wirkte sie in dem Fernsehfilm Heldenfrühling (Regie: Michael Kehlmann) und in verschiedenen Fernsehserien mit, u. a. in Wildbach (1993), Der Salzbaron (1994; Regie: Bernd Fischerauer) und SOKO Kitzbühel (2002). Sie hatte außerdem Fernsehauftritte in mehreren Shows, unter anderem bei Dalli Dalli und in „Die Peter Kraus Show“.

## Privates
Weicken war die Lebensgefährtin des Schauspielers Georg Trenkwitz. Weicken war mit dem Humanmediziner und ehemaligen Universitätsprofessor Jörg Birkmeyer (* 1941; † 2022) verheiratet. 2013 veröffentlichte Isabel Weicken ihr erstes Kinderbuch Das Geheimnis von Amelie und Noah. 
Anfang der 1980er Jahre wurde Weicken, während ihrer Auftritte als Evita in Wien, Opfer eines brutalen, geplanten Gewaltattentats. Weicken wurde zusammengeschlagen, musste im Krankenhaus operiert werden und konnte für mehrere Wochen nicht in Evita auftreten. Damit sollte wohl ihrer damaligen Zweitbesetzung, Vera Gutmann, die Chance zum Bühnenerfolg verschafft werden. Zwei Männer aus der Wiener Unterwelt gestanden später, von dem TV-Produzenten und Theateragenten Werner Ploner für den Anschlag angeheuert worden zu sein. Werner Ploner wurde für den Anschlag vom Obersten Gerichtshof zu zwei Jahren Haft rechtskräftig verurteilt.
Isabel Weicken lebt in Wien.

## Filmografie (Auswahl)
- 1984: Ein idealer Gatte (Fernsehspiel)
- 1989: Ringstraßenpalais (Fernsehserie)
- 1991: Heldenfrühling (Fernsehfilm)
- 1993: Wildbach (Fernsehserie)
- 1994: Der Salzbaron (Fernsehserie)
- 2002: SOKO Kitzbühel: Killerbienen (Fernsehserie)